# Salland

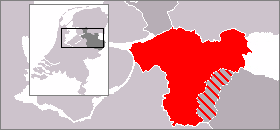
Localização da região histórica de Salland (em vermelho e vermelho e cinza) com Overijssel (cnza escuro) e a Holanda (cinza claro). A área listrada pertence à região de Twente.

Salland é uma região histórica localizada entre o oeste e norte da província holandesa de Overijssel, onde vivia um subgrupo dos antigos francos, denominados francos sálios. Hoje em dia Salland é utilizado para indicar uma região correspondente a uma pequena parte do que foi antigamente, mais ou menos a oeste da Twente.
Os reis merovíngios, responsáveis pela conquista da Gália, eram de ascendência sália.